# K. Bjerre
Graves Kristian Jakobsen Kokholm Bjerre (født 3. december 1859 i Tørring Sogn, død 14. juni 1937) var en dansk sognepræst, højskoleforstander og politiker. Han var medlem af Folketinget fra 1903 til 1906 og kongevalgt medlem af Landstinget i en kort periode i 1907. Han repræsenterede Venstrereformpartiet.

## Opvækst, uddannelse og erhverv
K. Bjerre blev født på gården Sønder Kokholm i Tørring Sogn ved Lemvig. Hans forældre var gårdejer Jakob Pedersen Bjerre (1812-1878) og hustru Ane Christensdatter (1820-1906). Han blev student fra Sorø Akademi fra 1880 og cand.theol. i 1887, hvorefter han blev personel kapellan i Marvede Sogn vest for Næstved. Fra 1888 var han forstander på Sorø Højskole indtil han blev sognepræst i Pedersborg og Kindertofte Sogne mellem Slagelse og Sorø mellem 1899 og 1909. Derefter var han lærer på Kærehave. Fra 1913 til 1918 var K. Bjerre forstander på Kerteminde Højskole og fra 1918 til 1930 sognepræst i Skydebjerg Sogn på Fyn. Han flyttede til København efter sin afsked som sognepræst.
Indimellem rejste han en del i udlandet. Han var medlem af Danmarks Afholdsforenings hovedbestyrelse fra 1889 til 1901 og medlem af bestyrelsen for Dansk Fredsforening fra 1899 til 1905. I 1926 blev han formand for Odense Amts Værgerådsforening.
Han skrev mange tidsskriftsartikler og udgav bøgerne Himmel og Jord, 4 Foredrag i 1906 og Saadan kan Verden blive. Om Samfundets Naturlove i 19119. Fra 1909 til 1913 var han redaktør af Dansk Folketidende.

## Politisk karriere
K. Bjerre stillede op til Folketinget ved valget i 1903 for Venstre i Nykøbing F.-kredsen som afløser for Rasmus Claussen, da han trak sig tilbage. Han blev valgt med 1053 stemmer mod 731 stemmer til nummer to, socialdemokraten Valdemar Olsen. Til gengæld vandt Olsen over Bjerre ved det næste folketingsvalg i 1906.
Han blev kongevalgt medlem af Landstinget i september 1907 som afløser for sagfører J.L. Hansen som var utrådt, men Bjerre udtrådte selv af Landstinget kun 2 uger senere.

## Familie
K. Bjerre var bror til politikerne J.J. Bjerre (1847-1901) og P. Bjerre (Peder, 1855-1941).